# Protocolo Bluehand: Alienígenas
Protocolo Bluehand: Alienígenas é um livro de ficção científica escrito por Eduardo Spohr, Alexandre Ottoni, Deive Pazos e ilustrado por Márcio L. Castro, com um conjunto de diretrizes e conhecimentos que fariam a diferença na subsistência e resistência contra uma invasão alienígena.
O livro foi recepcionado com a venda de mais de duas mil cópias nas primeiras 24 horas depois do lançamento do produto, sendo que os primeiros 20 exemplares foram vendidos sem qualquer divulgação prévia da obra. Com nove dias de vendas, a primeira tiragem estava esgotada com a venda dos quatro mil exemplares impressos.